# Megobaralipton suturale
Megobaralipton suturale là một loài bọ cánh cứng trong họ Cerambycidae.